# 七龍珠Z 最強對最強
《七龍珠Z 最強對最強》是在日本於1991年7月20日上映的《七龍珠》第8部劇場版動畫。亦是《七龍珠Z》第5部劇場版動畫，也是首部有連接的劇場版。

## 故事
克維拉在得知弟弟弗力札被超級賽亞人孫悟空殺害的消息後，便率領克維拉機甲戰隊的沙維札、內茲、德雷來到地球企圖殺死悟空。

## 主題歌
片頭曲「CHA-LA HEAD-CHA-LA」
作詞：森雪之丞，作曲：清岡千穂 ，編曲：山本健司，歌：影山ヒロノブ
片尾曲
作詞：佐藤大，作曲：池毅，編曲：山本健司，歌：影山ヒロノブ

## 配音員
- 孫悟空、孫悟飯、巴達克：野澤雅子（日本）、李猶龍（台灣）
- 比克：古川登志夫（日本）
- 克林、亞奇洛貝：田中真弓（日本）
- 烏龍、快速龍：龍田直樹（日本）
- 琪琪：渡邊菜生子（日本）
- 龜仙人：宮内幸平（日本）
- 凱里：永井一郎（日本）
- 克維拉（クウラ）、弗力札：中尾隆聖（日本）、孫德成（克維拉）（台灣）
- 沙維札（サウザー）：速水獎（日本）、李猶龍（台灣）
- 內茲：平野正人（日本）
- 德雷：佐藤正治（日本）
- 旁白：八奈見乘兒（日本）

## 工作人員
- 原作：鳥山明[4]
- 企畫：森下孝三、清水賢治、週刊少年JUMP
- 製作：末永雄一
- 劇本：小山高生
- 音樂：菊池俊輔
- 撮影監督：福井政利
- 美術監督：松宮正純
- 作畫監督：前田實
- 編輯：福光伸一
- 監製：西尾大介
- 監督：橋本光夫
- 製作總指揮：今田智憲、茅野力造

## 相關商品
VHS/LD
1992年2月14日發售。
DVD
- DRAGON BALL 劇場版 DVDBOX DRAGON BOX THE MOVIES

2006年4月14日發售。
- DRAGON BALL THE MOVIES #05 ドラゴンボールZ とびっきりの最強対最強

2008年10月10日。
全彩漫畫
《七龍珠Z 最強對最強》（ジャンプ・アニメコミックス ドラゴンボールZ とびっきりの最強対最強）由集英社發行，正體中文版是由東立出版社代理。
| 卷數 | 集英社        | 集英社             | 東立出版社   | 東立出版社         |
| 卷數 | 發售日期      | ISBN               | 發售日期     | ISBN               |
| ---- | ------------- | ------------------ | ------------ | ------------------ |
| 全   | 1992年3月30日 | ISBN 4-8342-1181-9 | 1995年2月1日 | ISBN 957-34-2594-7 |

## 外部連結
- 互联网电影数据库（IMDb）上《七龍珠Z 最強對最強》的资料（英文）